# 모스타파 메샬
모스타파 타레크 메샬(아랍어: مصطفى طارق مشعل, Mostafa Tarek Meshaal, 2001년 3월 28일 ~ )은 카타르의 축구 선수로, 현재 카타르 스타스 리그의 알사드 SC와 카타르 축구 국가대표팀에서 미드필더로 뛰고 있다.